# SStB – Vindobona
Die Dampflokomotive „VINDOBONA“ war eine Güterzuglokomotive der k.k. südlichen Staatsbahn.
Sie wurde aus Anlass des Semmering-Wettbewerbes 1851 von der Lokomotivfabrik der Wien-Raaber Bahn in Wien gebaut.
Die anderen drei Lokomotiven, die in diesem Wettbewerb um die geeignete Lokomotive für die Semmeringbahn teilnahmen, waren die „BAVARIA“, die „SERAING“ und die „NEUSTADT“.
Die „VINDOBONA“ wurde zunächst mit der Achsformel C gebaut.
Als sich jedoch bei der Abwaage herausstellte, dass die Belastung der Vorderachse den für den Wettbewerb vorgeschriebenen Wert überschritt, wurde zwischen den ersten beiden Achsen eine weitere eingebaut.
Das letzte Räderpaar war hinter der Feuerbüchse angeordnet.
Bei den Leistungsproben im Zuge des Wettbewerbs erfüllte die „VINDOBONA“ zwar alle vorgeschriebenen Leistungsparameter, war aber von den vier
angetretenen Maschinen die schwächste.
Ihr wurde daher nur der vierte Platz zuerkannt und sie wurde um 8.000 Dukaten vom Staat angekauft.
Trotz dieses schlechten Abschneidens waren die in dieser Maschine zum ersten Mal von ihrem Konstrukteur John Haswell verwirklichten Neuerungen bahnbrechend und beispielgebend für die in Folge entstandenen Gebirgslokomotiven.
Beispielsweise nutzte Haswell die Tatsache, dass beim Leerlauf einer Lokomotive, wenn die Steuerung auf die entgegengesetzte Richtung gestellt wird,
Luft angesaugt und komprimiert wird, als Bremse.
Die spätere Riggenbachsche Gegendruckbremse ist eine Verbesserung dieser in Vergessenheit geratenen Erfindung Haswells.
Bei der „VINDOBONA“ waren die bei früheren Lokomotiven zur Versteifung der inneren Feuerbüchsdecke angebrachten Barrenanker durch Schrauben ersetzt worden.
Diese Konstruktion wurde später unter dem Namen Belpairsche Feuerbüchse vielfach angewandt.
Als sich herausstellte, dass die „VINDOBONA“ durch ihren langen festen Achsstand zerstörend auf stark gekrümmte Gleise einwirkte, ersetzte Haswell die letzte Achse durch ein zweiachsiges Drehgestell, das aber nicht, wie davor üblich, um einen zwischen den Drehgestellachsen gelagerten Zapfen drehbar war, sondern mit einer Deichsel versehen, seinen Drehpunkt weit nach vorne gerückt hatte.
Abgesehen von der Rückstelleinrichtung ist dieses Drehgestell identisch mit dem im Jahre 1857 in Amerika patentierten Bisselgestell.
Während dieses Umbaus nahm Haswell auch eine Änderung am Kessel vor.
Der Dampfraum hatte sich nämlich als zu klein herausgestellt, um trockenen Dampf zu liefern.
Haswell setzte auf die Feuerbüchse und auf den Langkessel hinter dem Rauchfang noch zwei Dome auf, die er mit dem bestehenden Dom durch ein weites Rohr verband.
Dadurch wurde der Dampfraum wesentlich vergrößert und der Dampf musste, um zum Regulator zu gelangen, den Wasserspiegel nicht bestreichen, wodurch er nicht zusätzlich Wasser an sich reißen konnte.
Später wurden fast alle österreichischen Lokomotivreihen mit dieser oder einer ähnlichen Anordnung der Dome gebaut.
Auch nach diesen Umbauten war die „VINDOBONA“ für den Betrieb am Semmering nicht geeignet.
Die zu kleinen Räder, der ovale Querschnitt des Kessels und das zu geringe Adhäsionsgewicht führten letztendlich dazu, dass die Maschine zerlegt wurde.
Ihr Kessel wurde noch einige Jahre als stationärer Kessel in der Betriebswerkstätte Laibach verwendet.

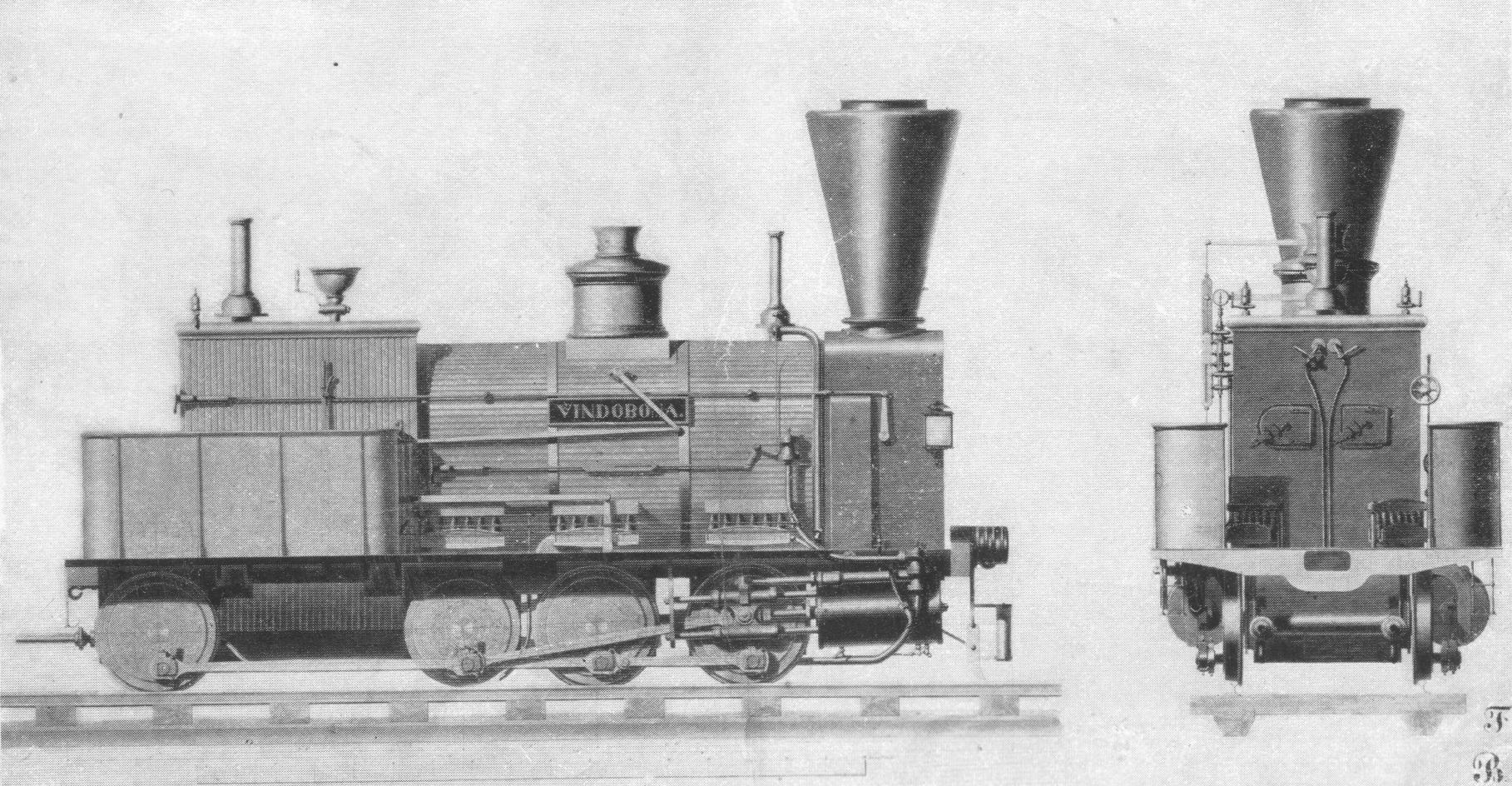
SB „Vindobona“ vor dem Umbau
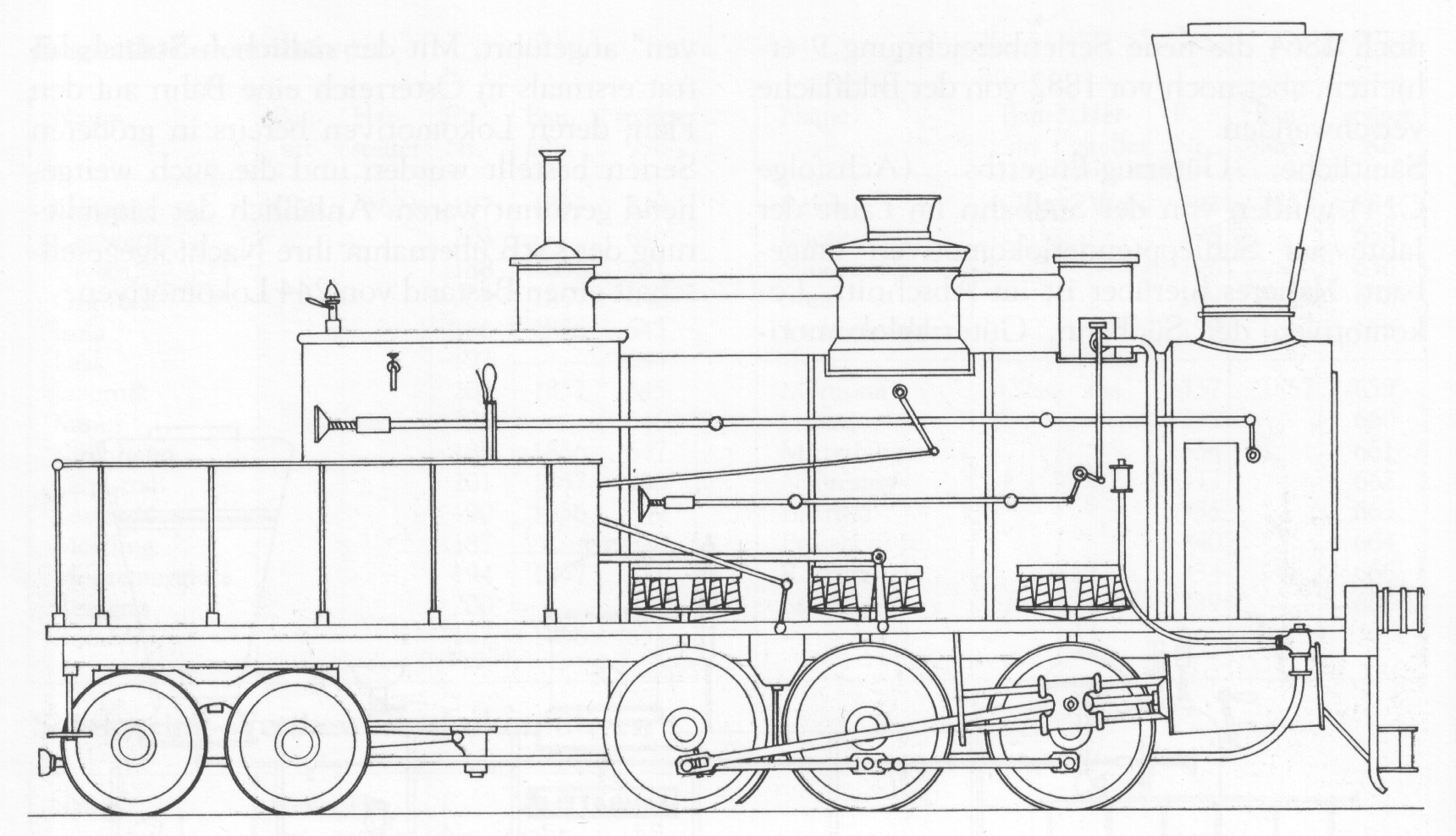
SB „Vindobona“ nach dem Umbau
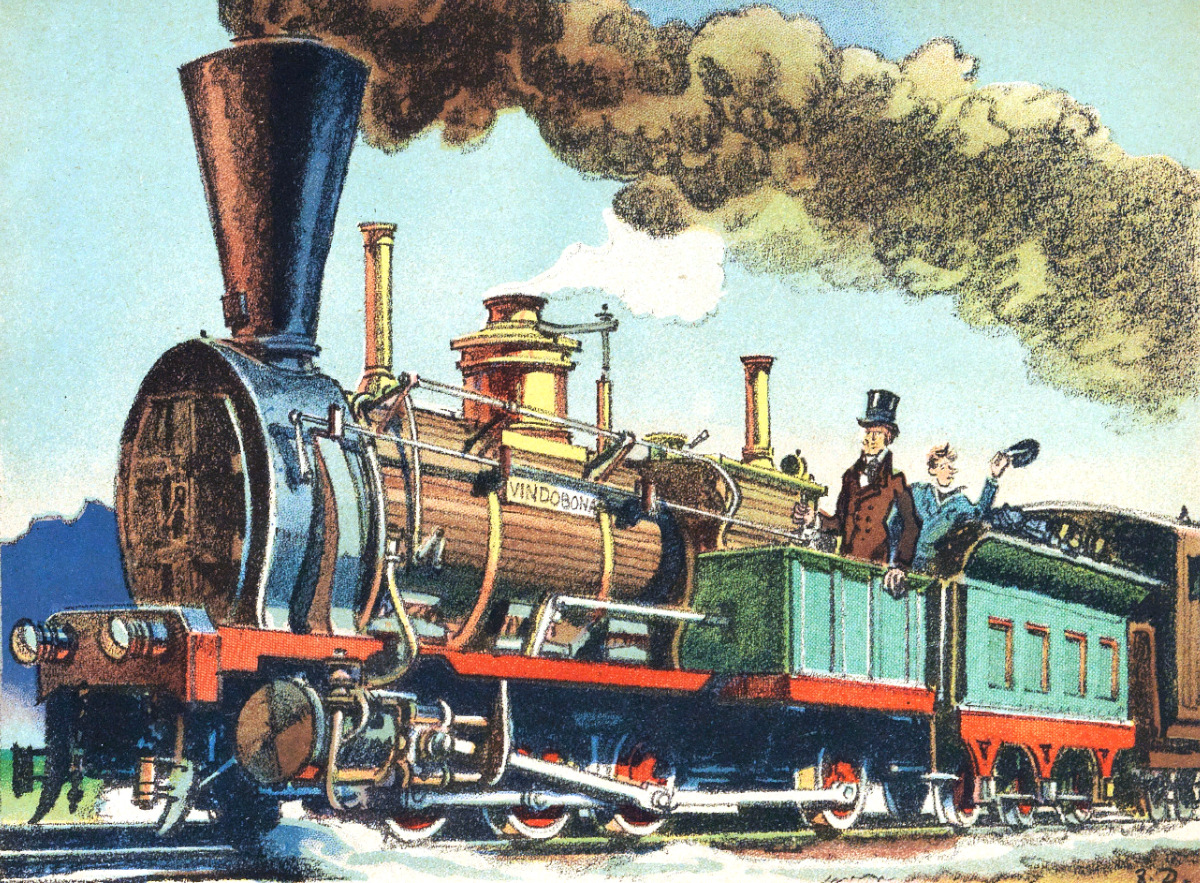
Die „Vindobona“ vor dem Umbau, Illustration von Josef Danilowatz